# Pan di Spagna

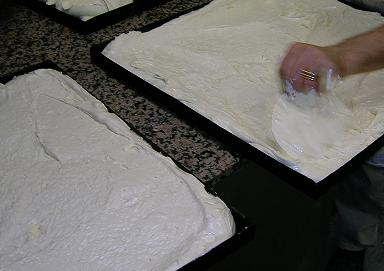
Pan di Spagna crudo

Il pan di Spagna è una pasta dolce estremamente soffice e spugnosa di uso molto comune in pasticceria, solitamente usata per essere farcita al suo interno e all'esterno creando torte.

## Storia
All'incirca a metà del Settecento, la Repubblica di Genova, avendo relazioni commerciali via mare con altri Stati tra cui, com'è noto, Spagna, Francia e Portogallo, inviò probabilmente un suo ambasciatore alla corte di Madrid dal re di Spagna. L'ambasciatore in questione era il marchese Domenico Pallavicini, rampollo dell'omonima facoltosa famiglia il quale rimase a Madrid dal 1747 al 1749.
Domenico Pallavicini alla sua partenza, oltre ai vari consiglieri diplomatici, portò con sé il personale della sua casa, ovvero un maggiordomo, i cuochi, i portantini e così via. Tra gli uomini al seguito del Pallavicini c'era un giovane pasticciere ligure, Giobatta Cabona, già da anni al servizio della famiglia dell'ambasciatore. In occasione di un ricevimento a Madrid, il Pallavicini gli commissionò un dolce diverso dai soliti. Con la semplice manipolazione degli ingredienti, partendo dal classico Biscotto di Savoia, il Cabona creò una pasta battuta, di leggerezza estrema; una volta assaggiato il dolce, tanto fu lo stupore e l'entusiasmo alla corte spagnola che si ritenne doveroso battezzare tale meraviglia di leggerezza con il nome di génoise. Da questa, inoltre, derivò una versione leggermente semplificata che prese il nome di Pan di Spagna, per onorare la corte spagnola che aveva importato la fortunata preparazione.
La fama crebbe tanto rapidamente che già nel 1855, nel severo programma d'esami per maestri pasticceri della scuola di Berlino, tra le competenze da dimostrare agli esaminatori, due erano le prove obbligatorie: la battuta al cioccolato e mandorla per la Torta Sacher e quella della Génoise.
Degna di menzione è la Victoria sponge, particolarmente apprezzata dalla regina Vittoria e oggi consumata con il tè a merenda in Inghilterra. Il dolce consiste in un disco di pan di Spagna farcito con panna montata e confettura di lamponi e spolverato di zucchero a velo.

## Differenze tragénoisee pan di Spagna
La génoise o pasta genovese viene preparata a caldo mescolando gli ingredienti in una terrina il cui fondo poggia nell'acqua di una pentola in leggera ebollizione. Sbattendo ripetutamente gli ingredienti con un frullino o frusta da cucina, questi divengono spumosi per effetto del calore sulle uova. L'impasto viene quindi cotto in forno per assumere la sua forma definitiva.
L'impasto del pan di Spagna, invece, viene preparato a freddo mischiando in una terrina poca farina o fecola di patate, zucchero, tuorli d'uovo e albumi d'uovo montati a neve fermissima. In entrambi i casi il dolce risulta spugnoso e soffice grazie alla massiccia presenza delle uova: la ricetta tradizionale, infatti, non prevede l'uso di lievito.
Entrambi sono usati come base di moltissimi dolci come la zuppa inglese. Si prestano bene a esser tagliati nelle forme più diverse per preparare sagome che vengono rifinite con glasse colorate e decorazioni di zucchero. La pâte génoise è più diffusa nei paesi anglosassoni mentre il pan di Spagna lo è maggiormente in Italia.